# Aprionus abiskoensis
Aprionus abiskoensis är en tvåvingeart som beskrevs av Jaschhof 1996. Aprionus abiskoensis ingår i släktet Aprionus och familjen gallmyggor.
Artens utbredningsområde är Sverige. Arten är reproducerande i Sverige. Inga underarter finns listade i Catalogue of Life.